# Korpus Kawalerii Kałmuckiej

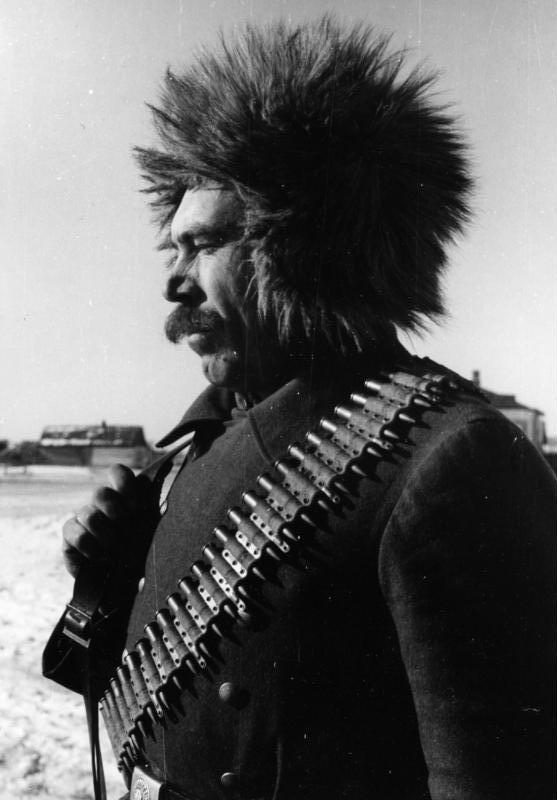
Ochotnik kałmucki w służbie Wehrmachtu

Korpus Kawalerii Kałmuckiej (niem. Kalmücken-Kavallerie-Korps, zwany też Kalmücken-Legion) – kałmucka kolaboracyjna formacja zbrojna powstała z inicjatywy reżimu III Rzeszy, w latach 1942-1945 prowadziła działania bojowe przeciw Armii Czerwonej oraz partyzantce radzieckiej,  polskiej i jugosłowiańskiej.

## Historia Kałmuckiego Korpusu Kawalerii
Zajęcie przez wojska niemieckie (prowadzące ofensywę w ramach operacji Fall Blau) części terytorium Kałmuckiej Autonomicznej Socjalistycznej Republiki Radzieckiej latem 1942 oraz zdobycie 12 sierpnia 1942 stolicy republiki Elisty umożliwiło tworzenie z ochotników kałmuckich oddziałów wojskowych prowadzących działalność bojową na rzecz III Rzeszy.
Bazą na której tworzono od września 1942 Kałmucki Korpus Kawalerii był oddział specjalny niemieckiego wywiadu wojskowego Abwehrtruppe 103, w skład którego wchodziło dwa szwadrony kawalerii. Powstałą jednostkę zwano Kalmüken Verband Dr Doll jednak używano też określenia legion kałmucki lub Kałmucki Korpus Kawalerii. Inspiratorem powstania jednostki był gen. Sigfrid Henrici dowódca 16 Dywizji Piechoty Zmotoryzowanej, któremu potrzebne były mobilne oddziały do ochrony linii zaopatrzeniowych.
Pierwszym dowódcą Kałmuckiego Korpusu Kawalerii został Sonderführer Othmar Rudolf Werba ps. „Dr Doll”.
Do lata 1943 r. istniało już siedem szwadronów kawalerii. Status Korpusu był odmienny od Ostlegionów. Niemcy traktowali go faktycznie jako sojuszniczą formację wojskową, dając dużą autonomię. Dlatego oficerami i podoficerami byli Kałmucy, w większości byli jeńcy z Armii Czerwonej, jedynie kilku niemieckich oficerów łącznikowych było przydzielonych do sztabu.

### Na terytorium Związku Radzieckiego
Jednakże efekty akcji werbunkowej dla Niemców nie były zadowalające. Do grudnia 1942 r. w szeregach oddziałów kałmuckich znalazło się zaledwie ok. 1,5 tys. ludzi, dochodząc w poł. 1943 r. do liczby ok. 2,2 tys. żołnierzy. Do jesieni tego roku Korpus prowadził działania ochraniające niemieckie linie zaopatrzeniowe na prawym brzegu Dniepru. Był wówczas podporządkowany operacyjnie 444 i 213 Dywizjom Bezpieczeństwa. Po opuszczeniu Kałmucji, w związku z odwrotem wojsk niemieckich, liczebność Korpusu wydatnie wzrosła. W lipcu 1944 r. wynosiła 147 oficerów oraz 3291 podoficerów i szeregowców, w tym 92 Niemców, zaś na początku 1945 r. osiągnęła prawdopodobnie nie mniej niż 5 tys. osób, chociaż wówczas w szeregach Korpusu Kawalerii Kałmuckiej znajdowało się już wielu przedstawicieli innych narodowości. Przy Korpusie znajdowały się także rodziny żołnierzy, które uciekły z ZSRR, chcąc uniknąć spodziewanych represji.
Korpus pod dowództwem podpułkownika Pipgorry zyskał ponurą sławę swoimi okrucieństwami w czasie antypartyzanckich akcji pacyfikacyjnych na terenie ZSRR.

### Na terytorium II Rzeczypospolitej
Wraz z wycofującymi się z terytorium ZSRR wojskami niemieckimi Kałmucki Korpus Kawalerii trafił na ziemie polskie. Poniósł wówczas duże straty. Na obszarze Generalnego Gubernatorstwa uczestniczył m.in. w czerwcu 1944 r. w dużych operacjach Sturmwind I i Sturmwind II, realizując z reguły zadania pomocnicze. Walczył między innymi przeciw 27 Wołyńska Dywizja Piechoty Armii Krajowej. Podczas walk na Lubelszczyźnie w lipcu 1944 zabity został Otto Wierba, dowodzący Kałmuckim Korpusem Kawalerii. Pacyfikował wówczas wsie w Lasach Janowskich i Puszczy Solskiej. Zajęcie Lubelszczyzny przez Armię Czerwoną z pomocą Armii Krajowej przerwało brutalne pacyfikacje i zbrodnie dokonywane przez Kałmuków na ludności cywilnej, zmusiło też Korpus do wycofania się na Kielecczyznę, w czasie okupacji niemieckiej należącej do dystryktu radomskiego.
Poruszający się konno i noszący niemieckie mundury Kałmucy z powodu wyglądu i barbarzyńskich czynów wobec polskiej ludności zwani byli Mongołami a ich barbarzyńskie czyny porównywano do ataku szarańczy. W czasie pobytu na Kielecczyźnie dopuszczali się zbrodni na ludności cywilnej, gwałtów na kobietach, rabunków mienia i celowych podpaleń zabudowań wiejskich. Wspomniane zbrodnie miały miejsce m.in. we wsiach: Brzezinki, Ciechostowice,  Długa Brzezina, Górno, Kozia Wola, Krajno, Małachów, Masłów, Miedzierza, Mroczków, Napęków, Sieraków, Skorzeszyce, Smyków, Śniadka, Świnków, Wielka Wieś, Wilków i Wola Jachowa oraz miastach Daleszyce i Radoszyce.
Świadkowie twierdzą, że w czasie pobytu na Kielecczyźnie postępowali szczególnie brutalnie wobec Polaków. Dokonywali brutalnych gwałtów na kobietach bez względu na wiek. Ich ofiarami padały dzieci. Cechowało ich „niebywałe bestialstwo”; pastwili się na ofiarami bijąc je i łamiąc kończyny. Po opuszczeniu przez nich wsi znajdowano ciała zmasakrowane, z połamanymi rękami i nogami, z rozprutymi powłokami brzusznymi, z posiniaczonymi twarzami i wybitymi zębami. Ofensywa Armii Czerwonej, która ruszyła 12 stycznia 1945 roku, zmusiła ich od przerwania uprawianego procederu i wycofania wraz z wojskami hitlerowski z Kielecczyzny. Pod Ruskim Brodem 16 stycznia 1945 doszło do walk z Armią Czerwoną, w czasie której ponieśli znaczne straty. Udało im się jednak wyjść z okrążenia. Niedobitki zostały skierowane w stronę Wrocławia, a następnie przez Austrię do Chorwacji.
Pod koniec 1944 r. Korpus został podzielony. Około 2 tys. Kałmuków wysłano na Śląsk do Neuhammer.

### Na terytorium Jugosławii
Chorwacji, niedobitki Korpusu Kawalerii Kałmuckiej zostały wcielone do XV Kozackiego Korpusu Kawalerii SS dowodzonego przez Helmutha von Pannwitza i walczyli przeciw jugosłowiańskiej partyzantce Josipa Broz Tity. W styczniu 1945 r. Niemcy planowali wcielić ich do Kaukasischer-Waffen-Verband der SS, ale ostatecznie nie zrealizowali tego. Natomiast pod względem politycznym podporządkowali się Komitetowi Wyzwolenia Narodów Rosji gen. Andrieja Własowa, w skład którego wszedł jako ich przedstawiciel Sz. Balinow. Przy 1 Dywizji Sił Zbrojnych Komitetu Wyzwolenia Narodów Rosji oficerowie kałmuccy przechodzili kursy oficerskie.

### Kapitulacja
Ostatnim dowódcą Korpusu był pułkownik Raimund Hoerst. Widząc że tocząca się wojna zakończy się klęską hitlerowskich Niemiec dowództwo Kałmuckiego Korpusu Kawalerii zadecydowało o opuszczeniu terytorium Jugosławii. Głównym powodem tej decyzji była obawa kapitulacji przed partyzantką Josipa Broza-Tito lub Armii Czerwonej. Po przemarszu na terytorium Austrii Korpus 12 maja 1945 w rejonie Klagenfurtu oddał się do niewoli armii brytyjskiej. Po zakończeniu wojny władze brytyjskie zadecydowały o przekazaniu jeńców władzom ZSRR. Za współpracę z reżimem III Rzeszy oraz popełnione zbrodnie wielu jeńców kałmuckich zostało straconych pozostałych zesłano do obozów pracy zwanych gułagami. Wcześniej, tj. 27 grudnia 1943 władze ZSRR rozwiązały Kałmucką Republikę Radziecką, a całą jej ludność deportowały na Syberię i do Azji Środkowej, z której do Kałmucji powróciła dopiero pod koniec lat 50.
Natomiast reszta trafiła do obozów alianckich w Austrii i Niemczech, szczególnie koło Monachium. Zwolnieni w 1951 r. pozostali w Niemczech lub wyemigrowali do USA.

## Dowódcy korpusu
- Othmar Rudolf Werba
- Raimund Hoerst

## Struktura organizacyjna
Skład 31 sierpnia 1943:
- I Dywizjon (1, 4, 7, 8 i 18 szwadron)
- II Dywizjon (5, 6, 12, 20 i 23 szwadron)
- III Dywizjon (3, 14, 17, 21 i 25 szwadron)
- IV Dywizjon (2, 13, 19, 22 i 24 szwadron)

Samodzielne za liniami wroga działały (9, 10, 11, 15 i 16 szwadron).